# Christopher Andrewes
Christopher Howard Andrewes FRS (7 de junio de 1896 - 31 de diciembre de 1988) fue un virólogo británico que descubrió el virus de la influenza A humana en 1933.

## Educación
Andrewes se educó en Highgate School y luego estudió medicina en Hospital de San Bartolomé.

## Carrera
Sirvió en la Marina Real británica como cirujano durante la Primera Guerra Mundial. En 1927 se unió al personal científico del Instituto Nacional de Investigación Médica para ayudar a Patrick Laidlaw a desarrollar una vacuna contra el moquillo canino. Esto condujo a la investigación sobre la gripe y el descubrimiento del virus causante en 1933 y el posterior desarrollo de la vacuna. Fue jefe de la División de Bacteriología e Investigación de Virus del National Institute for Medical Research (NIMR) de 1939 a 1961, tiempo durante el cual estableció la Unidad de Investigación del Resfriado Común cerca de Salisbury como un puesto de avanzada del NIMR en 1947, y el Centro Mundial de Influenza en Mill Hill en 1948, que generó una Red de centros colaboradores. Andrewes fue subdirector de NIMR de 1952 a 1961 y se jubiló en 1967.

Se desempeñó como presidente de la Sociedad de Microbiología General (ahora la Sociedad de Microbiología) de 1955 a 1957.

## Premios y honores
- 1939: Elegido miembro de la Royal Society[3] y estuvo en el consejo de 1945 a 1947.
- 1947: Medalla Bisset Hawkins otorgada por el Royal College of Physicians
- 1961: En los Honores de Año Nuevo de 1961: fue nombrado Caballero.[4]
- 1965: Premio Marjory Stephenson de la Sociedad de Microbiología General
- 1979: Medalla de oro Robert Koch

## Vida personal
Andrewes se casó con Kathleen Lamb en 1927 y tuvo tres hijos, dos de los cuales se convirtieron en médicos generales.